# Mille Miglia 1930
La Mille Miglia 1930 è stata una corsa automobilistica di velocità su strada.
Disputata tra il 12 e il 13 aprile 1930 su un percorso stradale da Brescia a Roma e ritorno venne vinta da Tazio Nuvolari e Giovanni Battista Guidotti che coprirono l'intera distanza di 1639 km su un'Alfa Romeo 6C 1750 GS Testa Fissa Spider Zagato ufficiale in 16 ore 18 minuti e 59 secondi alla velocità media di 100,450 chilometri orari. Questa fu la prima volta che la media superò la barriera dei 100 Km/h.

## Categorie
Le vetture erano suddivise in classi in base alla cilindrata e inoltre vi era una classifica speciale per le vetture utilitarie. Si iscrissero 135 concorrenti che presero il via da Brescia e solo 73 di loro completarono il percorso.
| Sigla  | Categoria            |
| ------ | -------------------- |
| S 1.1  | Sport entro 1100 cm3 |
| S 1.5  | Sport entro 1500 cm3 |
| S 2.0  | Sport entro 2000 cm3 |
| S 3.0  | Sport entro 3000 cm3 |
| S 5.0  | Sport entro 5000 cm3 |
| S +5.0 | Sport oltre 5000 cm3 |
| VU     | Vetture Utilitarie   |

## Percorso
Rispetto al tracciato dell'anno precedente, a seguito dell'improvviso crollo di un ponte sull'Oglio a Canneto, si fece una variazione per cui, da Brescia, ci si dirige verso Cremona e poi, attraverso San Giovanni in Croce, si raggiunge Casalmaggiore e da lì si prosegue seguendo il medesimo percorso dell'anno precedente.
Brescia — Cremona — San Giovanni in Croce — Casalmaggiore — Parma — Reggio Emilia — Modena — Bologna — Passo della Raticosa — Passo della Futa — Firenze — San Casciano in Val di Pesa — Poggibonsi — Siena — San Quirico d'Orcia — Radicofani — Bolsena — Viterbo — Monterosi — Madonna di Bracciano — Roma — Civita Castellana — Narni — Terni — Valico della Somma — Spoleto — Foligno — Perugia — Gubbio — Fossato di Vico — Fabriano — Castelraimondo — Tolentino — Macerata — Villa Potenza — Loreto — Ancona — Senigallia — Fano — Pesaro — Rimini — Cesena — Forlì — Faenza — Imola — Bologna — Ferrara — Rovigo — Monselice — Padova — Noale — Treviso — Cornuda — Feltre — Primolano — Bassano — Marostica — Vicenza — Lonigo — Verona — Peschiera del Garda — Desenzano del Garda — Brescia.
Così modificato il tracciato raggiunse una distanza complessiva di 1639,000 km; 18,000 in più rispetto all'anno precedente dovuti essenzialmente alla deviazione di Cremona.

## Gara

### Resoconto

I preparativi per la partenza della Mille Miglia del 1930

Dopo tre edizioni la Mille Miglia aveva raggiunto una notevole popolarità, tanto che venne battuto il record di iscritti, ma le migliorate Alfa Romeo 6C 1750 GS Testa Fissa Spider Zagato iscritte direttamente dall'Alfa Romeo rimanevano le vetture favorite dopo le vittorie di Campari nel biennio 1928-29. Le sei vetture preparate da Vittorio Jano furono affidate al bi-campione in carica Giuseppe Campari, con Attilio Marinoni, e ai veloci Achille Varzi, in coppia con Carlo Canavesi, e Tazio Nuvolari, con Giovanni Battista Guidotti, entrambi già affermati campioni motociclistici, poi Ghersi - Cortese, Pirola - Guatta e Mazzotti - Maggi; fu l'unica volta che due dei fondatori della corsa arrivarono al traguardo sulla stessa auto. Sempre su Alfa Romeo 6C, sia 1750 che 1500, vi erano altri equipaggi privati come Foresti, la principessa Colonna, Santinelli, Catalani, Luigi Scarfiotti, Eugenio Siena e Mario Tadini, questi ultimi tre schierati dalla neonata Scuderia Ferrari, alla prima uscita in assoluto nel mondo delle competizioni.

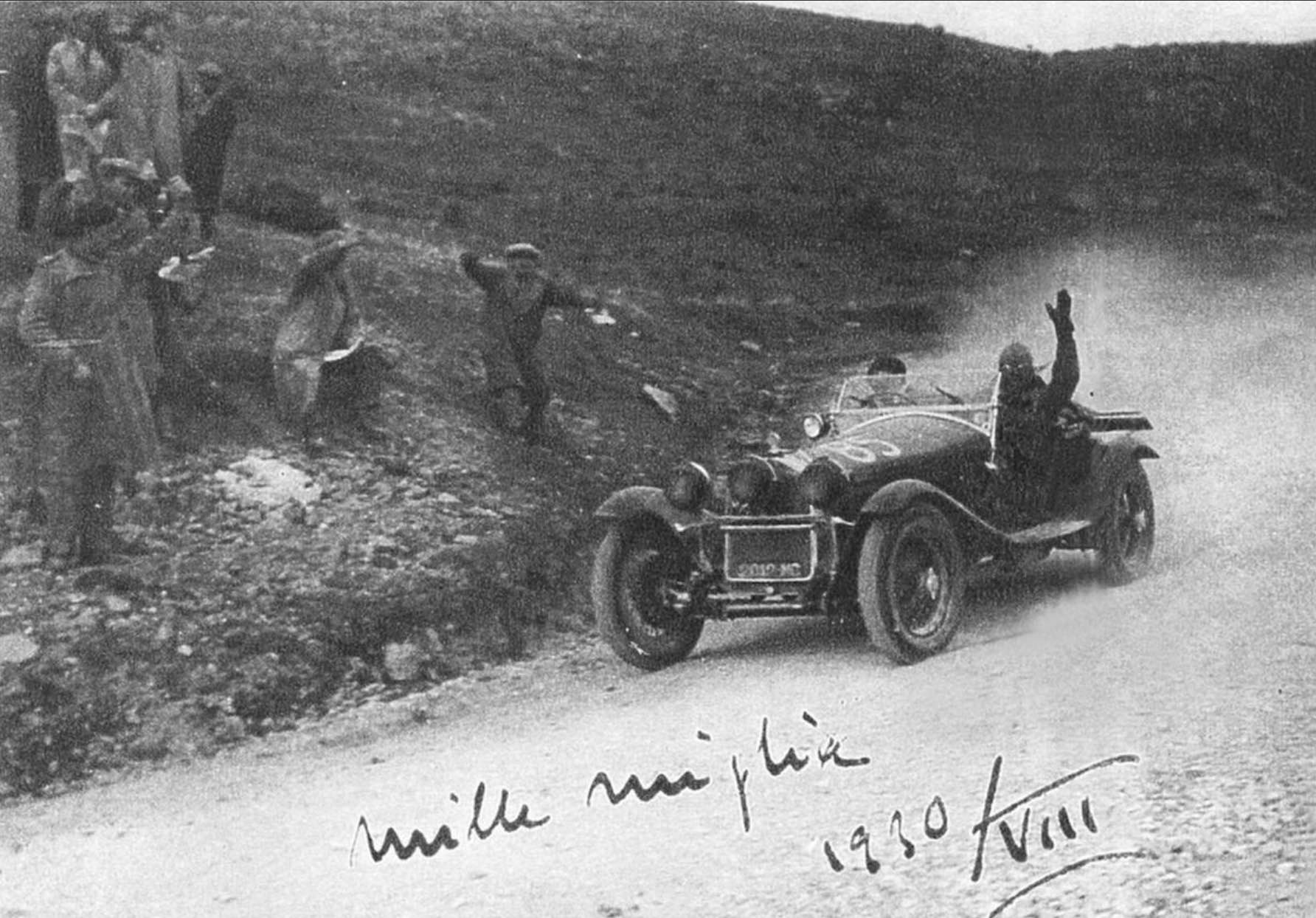
Luigi Scarfiotti e Guglielmo Carraroli sulla loro Alfa Romeo 6C 1750 GS Spider Zagato iscritta dalla Scuderia Ferrari durante la Mille Miglia 1930

Tra gli avversari più temibili delle Alfa Romeo vi era la squadra delle OM 665 "Superba" SS MM Spider, evoluzioni della prima vincitrice della gara, composta dagli equipaggi Minoja - Morandi, già campioni nel 1927, Rosa - Coffani e Bassi - Gazzabini, tutti in classe 3000. Da soli, ma comunque temibili, partivano Ermenegildo Strazza e Luigi Gismondi su una Lancia Lambda 8ª serie 221 spider Casaro con speciale testata Romagnoni & Pirotta; Rudolf Caracciola e Christian Werner su una Mercedes-Benz SSK semi-ufficiale, che correvano da soli nella classe oltre 5000 soprattutto per prendere informazioni in vista di un impegno ufficiale l'anno successivo, Arcangeli - Pastore su una Maserati Tipo 26 M Sport molto veloce e Romano e Tuffanelli su due Bugatti Tipo 35.
Tra le 1100 partirono oltre 25 Fiat 509 su diversi livelli di preparazione insieme ad altre concorrenti come Amilcar, Derby e una Maserati. Tra le vetture utilitarie partirono diverse Fiat 514, sei Citroën AC4 e due Bianchi S5.
La gara parte alle 11:00 del mattino con un ritmo serratissimo, a Bologna è primo Arcangeli con la Maserati, seguito nel giro di un minuto da Nuvolari, Caracciola, Varzi e Campari; mentre sia le temibili Lancia ed OM di Strazza - Gismondi e Minoja - Morandi si devono ritirare per guasti al motore. Tra Bologna e Firenze, mentre Arcangeli rompe il motore, Varzi accelera e sulle strade della Toscana passa definitivamente in testa arrivando per primo a Roma; dove lo seguono Nuvolari ad un minuto, Campari a dieci e Ghersi a quattordici, mentre Caracciola ha ormai più di mezz'ora di ritardo.

Achille Varzi e Carlo Canavesi sulla via per il secondo posto assoluto

Dopo Roma la lotta per la vittoria si restringe alle coppie Nuvolari - Guidotti e Varzi - Canavesi, che si alternano al comando nel tratto successivo, duellando tra Terni e Ancona, finché tra Ancona e Bologna Nuvolari è in grado di recuperare quasi sette minuti di ritardo e a passare nettamente in testa nel capoluogo emiliano, guadagnando quattro minuti su Varzi, attardato da due forature; li seguono Campari e poi Ghersi, quinto dietro una OM, che è l'unico a ricevere da Vittorio Jano l'ordine di forzare, per ottenere i primi quattro posti a Brescia. Nel Veneto la vittoria di Nuvolari si consolida con dei passaggi da record a Feltre e poi ancora fino a Brescia, dove giunge addirittura davanti al rivale Varzi, partito con dieci minuti di vantaggio superato proprio nel finale.
Dopo 1639,7 km di gara l'Alfa Romeo 6C 1750 GS Testa Fissa Spider Zagato ufficiale di Tazio Nuvolari e Giovanni Battista Guidotti tagliò il traguardo a Brescia dopo 16 ore 18 minuti 59 secondi seguito da altre quattro Alfa Romeo 6C 1750 GS Spider Zagato di Achille Varzi e Carlo Canavesi, Giuseppe Campari e Attilio Marinoni e Pietro Ghersi e Franco Cortese.

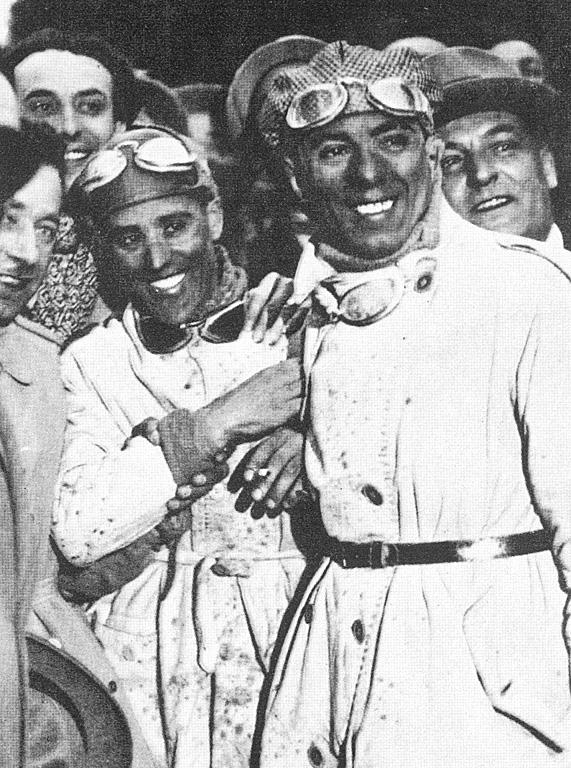
I vincitori della Mille Miglia del 1930, Tazio Nuvolari, a sinistra, e Giovanni Battista Guidotti, a destra, all'arrivo

Quinta e settima assolute e prima e seconda di classe arrivarono le due OM 665 "Superba" SS MM Spider di Angelo Bassi - Carlo Gazzabini e Archimede Rosa - Vincenzo Coffani, separate dall'ottima prova dei tedeschi Rudolf Caracciola e Christian Werner sulla loro Mercedes-Benz SSK, primi anche della classe oltre 5000 essendo gli unici partecipanti. Completavano le prime dieci posizioni altre tre Alfa Romeo 6C 1750 GS Spider Zagato di Franco Mazzotti - Aymo Maggi, Bartolo Ferrari - Giulio Foresti e Bruno Fontanini - Giovanni Minozzi. Sempre su un'Alfa Romeo 6C, però una 1500 SS, Francesco Pirola vinse la classe fino a 1,5 litri, giungendo 13º assoluto in coppia con Angelo Guatta.
Primi tra le vetture fino a 5.0 litri e 29° assoluti si classificarono Giocchino Leonardi ed Ezio Barbieri su una Chrysler 72. Periccioli ed Apollonio vinsero la classe 1,1 litri su una Fiat 509 S bateau (31° assoluti) ad una media di oltre 77 km/h mentre tra le Vetture Utilitarie i primi due posti vennero occupati dalle Fiat 514 Spider di Mazza - Pezzoni e Spotorno - Ghiringhelli, rispettivamente 42° e 44° assoluti, nonostante la notevole prova delle Citroën AC4 che giunsero a Brescia in un gruppo compatto.

#### L'episodio del sorpasso a fari spenti
Questa qui è la Mille Miglia della famosa "beffa dei fari spenti", come successivamente sarebbe stata ribattezzata la vicenda con cui Nuvolari superò Varzi nell'ultimo tratto di gara. Di questo sorpasso non vi sarebbe stato neanche bisogno perché Nuvolari, essendo partito con dieci minuti di ritardo, avrebbe comunque vinto la gara semplicemente tagliando il traguardo appena dietro Varzi, ma arrivare per primo a Brescia avrebbe soddisfatto la sua voglia di pilota di primeggiare sempre e aumentato la sua reputazione.
Secondo quanto ha sempre raccontato il compagno di Tazio Nuvolari in quella gara, Giovanni Battista Guidotti, dopo aver raggiunto Varzi a Vicenza, giunti nei pressi di Peschiera del Garda durante la notte, "Nivola", per far credere al rivale di essere stato vittima di un guasto, spense i fari e proseguì al buio seguendo le luci di coda dell'avversario, per poi coglierlo di sorpresa e sorpassarlo per arrivare primo a Brescia. La testimonianza Guidotti non fu mai smentita da Nuvolari ma le cose non andarono esattamente in questo modo.
In realtà, secondo le testimonianze di Giovanni Canestrini e degli stessi Achille Varzi e Carlo Canavesi, il primo avvistamento avvenne ad Arsié, dopo Feltre, il raggiungimento a Vicenza, e il sorpasso vero e proprio, peraltro favorito dallo stesso Varzi ormai conscio della sconfitta, a Lonato, poco dopo Desenzano, alle 5,20 del mattino, quando già albeggiava e per cui non vi era (o vi era poca) necessità dei fari.

### Risultati[1][7][8][9]
| Pos. | N°  | Equipaggio                                 | Vettura                                | Scuderia         | Tempo/Ritiro | Categoria |
| ---- | --- | ------------------------------------------ | -------------------------------------- | ---------------- | ------------ | --------- |
| 1    | 84  | Tazio Nuvolari Giovanni Battista Guidotti  | Alfa Romeo 6C 1750 GS tf Spider Zagato | Alfa Romeo       | 16h18'59"4   | S 2.0     |
| 2    | 74  | Achille Varzi Carlo Canavesi               | Alfa Romeo 6C 1750 GS tf Spider Zagato | Alfa Romeo       | 16h29'51"0   | S 2.0     |
| 3    | 69  | Giuseppe Campari Attilio Marinoni          | Alfa Romeo 6C 1750 GS tf Spider Zagato | Alfa Romeo       | 16h59'53"6   | S 2.0     |
| 4    | 126 | Pietro Ghersi Franco Cortese               | Alfa Romeo 6C 1750 GS Spider Zagato    | Alfa Romeo       | 17h16'31"0   | S 2.0     |
| 5    | 118 | Angelo Bassi Carlo Gazzabini               | OM 665 "Superba" SS MM Spider          |                  | 17h18'34"4   | S 3.0     |
| 6    | 128 | Rudolf Caracciola Christian Werner         | Mercedes-Benz SSK                      |                  | 17h20'17"4   | S +5.0    |
| 7    | 80  | Archimede Rosa Vincenzo Coffani            | OM 665 "Superba" SS MM Spider          |                  | 17h22'58"0   | S 3.0     |
| 8    | 138 | Franco Mazzotti Aymo Maggi                 | Alfa Romeo 6C 1750 GS Spider Zagato    | Alfa Romeo       | 17h46'45"4   | S 2.0     |
| 9    | 149 | Bartolo Ferrari Giulio Foresti             | Alfa Romeo 6C 1750 GS                  |                  | 17h55'16"4   | S 2.0     |
| 10   | 143 | Bruno Fontanini Giovanni Minozzi           | Alfa Romeo 6C 1750 GS                  |                  | 17h57'14"0   | S 2.0     |
| 11   | 106 | A. Gerardi Aur. Gerardi                    | Alfa Romeo 6C 1750 GS Spider Zagato    |                  | 18h20'57"2   | S 2.0     |
| 12   | 66  | A. Bornigia Renato Balestrero              | OM 665 "Superba" SS MM Spider          |                  | 18h26'17"2   | S 3.0     |
| 13   | 108 | Francesco Pirola Angelo Guatta             | Alfa Romeo 6C 1500 SS Spider           | Alfa Romeo       | 18h30'46"0   | S 1.5     |
| 14   | 105 | Gualtiero Natali G. Tabacchi               | Alfa Romeo 6C 1500 SS tf Spider siluro |                  | 18h47'03"0   | S 1.5     |
| 15   | 79  | L. Catalani A. Pollini                     | Alfa Romeo 6C 1750 GS                  |                  | 18h59'58"0   | S 2.0     |
| 16   | 121 | M. Dafarra Renato Balestrero               | Alfa Romeo 6C 1750 SS Spider           |                  | 19h30'30"6   | S 2.0     |
| 17   | 77  | Arialdo Ruggeri A. Marchesini              | OM 665 "Superba" SS MM Spider          |                  | 19h31'56"0   | S 3.0     |
| 18   | 115 | E. Ricchetti C. Poilucci                   | Bugatti Type 35B                       |                  | 19h57'25"0   | S 3.0     |
| 19   | 81  | O. Peverelli C. Dell'Orto                  | Alfa Romeo 6C 1500 SS Spider Zagato    |                  | 20h06'10"0   | S 1.5     |
| 20   | 146 | G. Bellingeri R. Zangrandi                 | Itala 65 spider                        |                  | 20h19'30"0   | S 3.0     |
| 21   | 124 | G. Corelli « Leati »                       | Alfa Romeo 6C 1500 SS Spider Zagato    |                  | 20h24'31"0   | S 1.5     |
| 22   | 131 | A. Lavelli L. Lotteri                      | OM 665 "Superba" S Spider              |                  | 20h28'03"2   | S 2.0     |
| 23   | 123 | A. Dosio Tino Danieli                      | OM 665 "Superba" S MM Spider           |                  | 20h41'35"2   | S 3.0     |
| 24   | 78  | A. Facchetti Z. Maffezzoni                 | Itala 65 spider                        |                  | 21h00'01"0   | S 3.0     |
| 25   | 127 | Piero Dusio « Zamaglia »                   | OM 665 "Superba" SS MM Spider          |                  | 21h10'26"4   | S 3.0     |
| 26   | 64  | G. Savi A. Muro                            | OM 665 "Superba" S MM Spider           |                  | 21h15'01"0   | S 3.0     |
| 27   | 148 | S. Consonno « Romagnoni »                  | Lancia Lambda testa R.P.               |                  | 21h16'30"4   | S 3.0     |
| 28   | 75  | Corinna Braccialini P. Braccialini         | Alfa Romeo 6C 1500 S                   |                  | 21h18'26"0   | S 1.5     |
| 29   | 97  | Gioacchino Leonardi Ezio Barbieri          | Chrysler 72                            |                  | 21h24'43"0   | S 5.0     |
| 30   | 99  | L. Basso A. Ferrari                        | Alfa Romeo 6C 1750 S Torpedo           |                  | 21h30'30"0   | S 2.0     |
| 31   | 18  | A. Periccioli U. Apollonio                 | Fiat 509 S bateau                      |                  | 21h30'42"0   | S 1.1     |
| 32   | 133 | Cesiro Longoni Ugo Marangoni               | Jordan « Blue Boy »                    |                  | 21h37'55"0   | S 5.0     |
| 33   | 39  | S. Montanari A. Mondini                    | Fiat 509 S bateau                      |                  | 21h38'32"2   | S 1.1     |
| 34   | 39  | S. Felicioni G. Pecoraro                   | OM 665 "Superba" S MM                  |                  | 21h47'30"2   | S 3.0     |
| 35   | 27  | Francesco Matrullo L. Giannini             | Salmson 1100                           |                  | 21h48'22"8   | S 1.1     |
| 36   | 88  | Emilio Romano E. Lucchetti                 | Bugatti Tipo 37                        |                  | 22h05'28"0   | S 1.5     |
| 37   | 65  | Giuseppe Tuffanelli A. Mantovani           | Bugatti Tipo 37                        |                  | 22h46'25"0   | S 1.5     |
| 38   | 137 | C. Guglielmini M. Cicognani                | OM 665 "Superba" S MM                  |                  | 22h52'16"0   | S 3.0     |
| 39   | 19  | « Fischer » « Cocchetto »                  | Fiat 509 S                             |                  | 23h01'28"0   | S 1.1     |
| 40   | 107 | R. Masera « Caraffi »                      | Lancia Lambda                          |                  | 23h04'36"0   | S 3.0     |
| 41   | 68  | « Frate Ignoto » N. Franzoni               | Fiat 525 S berlina                     |                  | 23h13'26"0   | S 5.0     |
| 42   | 8   | F. Mazza « Pezzoni »                       | Fiat 514 Spider                        |                  | 23h14'31"0   | VU        |
| 43   | 73  | M. Bruno « Bellei »                        | Lancia Lambda                          |                  | 23h17'12"0   | S 3.0     |
| 44   | 4   | Franco Spotorno B. Ghiringhelli            | Fiat 514 S                             |                  | 23h31'23"0   | VU        |
| 45   | 61  | « Oslo » V. Monti                          | Fiat 509 S siluro                      |                  | 23h45'30"0   | S 1.1     |
| 46   | 49  | Ernesto Tamburi Guglielmo Sandri           | Maserati 26 C                          |                  | 23h46'38"0   | S 1.1     |
| 47   | 25  | G. Biagioni G. Rognoni                     | Fiat 509 S bateau                      |                  | 23h47'09"0   | S 1.1     |
| 48   | 125 | Filippo Tassara P. Brocchieri              | Alfa Romeo 6C 1500 SS Spider Zagato    |                  | 23h48'05"0   | S 1.5     |
| 49   | 48  | Antonio Zanelli C. Ricceri                 | Fiat 509 S                             |                  | 23h6'19"0    | S 1.1     |
| 50   | 54  | Silvio Rondina U. Stefanelli               | Fiat 509 S                             |                  | 24h10'42"0   | S 1.1     |
| 51   | 15  | O. Frigo A. Bianchi                        | Bianchi S5                             |                  | 24h28'01"0   | VU        |
| 52   | 111 | Giuseppe Gilera Sebastiano Manzoni         | Fiat 525 S                             |                  | 24h30'25"0   | S 5.0     |
| 53   | 30  | G. Martinelli A. Scalmana                  | Fiat 509                               |                  | 24h32'19"0   | S 1.1     |
| 54   | 112 | C. Carini B. Scesa                         | OM 665 "Superba" S MM                  |                  | 24h43'30"0   | S 2.0     |
| 55   | 24  | « Cadeo » M. Pietra                        | Fiat 509 S                             |                  | 25h05'34"0   | S 1.1     |
| 56   | 151 | Giovanni Restelli « Ferro »                | Alfa Romeo 6C 1500 SS                  |                  | 25h15'55"0   | S 1.5     |
| 57   | 135 | « Bottarelli » « Tognu »                   | Lancia Lambda                          |                  | 25h26'09"0   | S 3.0     |
| 58   | 13  | « Ferriani » D. Sancricca                  | Citroën AC4                            |                  | 25h29'37"0   | VU        |
| 59   | 86  | C. Brughera M. Cippelli                    | Itala 61                               |                  | 25h31'51"0   | S 3.0     |
| 60   | 9   | G. Binda A. Belgir                         | Citroën AC4 Spider                     |                  | 25h36'54"0   | VU        |
| 61   | 6   | R. Ruvioli Emilio Bernardi                 | Citroën AC4                            |                  | 25h38'06"0   | VU        |
| 62   | 12  | « Pesenti » M. Baccoli                     | Citroën AC4 spider                     |                  | 25h43'46"0   | VU        |
| 63   | 50  | E. Cioni « Pelegatti »                     | Fiat 509                               |                  | 25h45'05"0   | S 1.1     |
| 64   | 5   | Abele Clerici R. Tinarelli                 | Citroën AC4 spider                     |                  | 25h45'57"0   | VU        |
| 65   | 72  | Jole Venturi L. Venturi                    | OM 665 "Superba" S MM                  |                  | 25h50'54"0   | S 3.0     |
| 66   | 16  | L. Lovisolo G. Meregalli                   | Fiat 514                               |                  | 26h03'47"0   | VU        |
| 67   | 35  | S. Tibida U. Suvieri                       | Fiat 509 S                             |                  | 26h06'35"0   | S 1.1     |
| 68   | 53  | Enzo Crotti « Ruosi »                      | Fiat 509 S bateau                      |                  | 26h23'12"0   | S 1.1     |
| 69   | 91  | E. Mosti Alb. Pellerano                    | Itala 61                               |                  | 26h29'20"0   | S 3.0     |
| 70   | 57  | C. Savelli P. A. Nardi                     | Fiat 509 S                             |                  | 27h02'51"0   | S 1.1     |
| 71   | 38  | « Conconi » S. Carnevalli                  | Rally ABC 1100                         |                  | 27h13'00"0   | S 1.1     |
| 72   | 14  | G. Gambirasio « Munari »                   | Fiat 514                               |                  | 27h40'17"0   | VU        |
| 73   | 7   | Stanislao Terziani « Femminini »           | Citroën AC4                            |                  | 27h50'45"0   | VU        |
| Rit. | 1   | Enrico Casularo « Grasselli »              | Overland 3000                          |                  |              | VU        |
| Rit. | 2   | E. Biagioni R. Biagioni                    | Fiat 514 S Siata spider                |                  |              | VU        |
| Rit. | 3   | Giorgio Ambrosini D. Menchetti             | Fiat 514 S Siata spider                |                  |              | VU        |
| Rit. | 10  | A. Pellini Romeo Guardiani                 | Bianchi S5 spider                      |                  |              | VU        |
| Rit. | 11  | « Munari » « Gnocchi »                     | Fiat 514                               |                  |              | VU        |
| Rit. | 20  | A. Casali M. Lenzi                         | Fiat 509 S                             |                  |              | S 1.1     |
| Rit. | 21  | T. Nardinocchi E. Alessandrini             | Salmson 1100                           |                  |              | S 1.1     |
| Rit. | 22  | Alfredo Ferrarin A. Lamperti               | Fiat 509 S                             |                  |              | S 1.1     |
| Rit. | 26  | G. Rivola « Tacchini »                     | Salmson 1100                           |                  |              | S 1.1     |
| Rit. | 28  | G. Lettieri B. De Bernardinis              | Fiat 509 SM siluro                     |                  |              | S 1.1     |
| Rit. | 29  | C. Cappelli « Cantu »                      | Fiat 509 S                             |                  |              | S 1.1     |
| Rit. | 31  | A. Attili « Diotallevi »                   | Amilcar 1100                           |                  |              | S 1.1     |
| Rit. | 32  | « Franzini » « Maccanzi »                  | Fiat 509 S                             |                  |              | S 1.1     |
| Rit. | 33  | Guido Premoli C. Premoli                   | Salmson 1100                           |                  |              | S 1.1     |
| Rit. | 34  | C. Arzilla S. Marini                       | Amilcar 1100                           |                  |              | S 1.1     |
| Rit. | 36  | Bruno Boccosi L. Marchesini                | Fiat 509 S                             |                  |              | S 1.1     |
| Rit. | 40  | « Tiboldi » « Ravesio »                    | Fiat 509 S                             |                  |              | S 1.1     |
| Rit. | 41  | L. Massari Enzo Grimaldi                   | Fiat 509 S                             |                  |              | S 1.1     |
| Rit. | 42  | Piero Bucci M. Cingolani                   | Fiat 509 S siluro                      |                  |              | S 1.1     |
| Rit. | 43  | P. Lamperti « Bartoli »                    | Fiat 509 S spider                      |                  |              | S 1.1     |
| Rit. | 46  | Vanari                                     | Fiat 509 S                             |                  |              | S 1.1     |
| Rit. | 47  | L. Cagna Umberto Capello                   | Fiat 509 S                             |                  |              | S 1.1     |
| Rit. | 51  | U. Palomba « Zesi »                        | Fiat 509 S                             |                  |              | S 1.1     |
| Rit. | 52  | R. Mariani « Santambrogio »                | Fiat 509 S                             |                  |              | S 1.1     |
| Rit. | 55  | A. Manganelli « Dionisi »                  | Fiat 509 S                             |                  |              | S 1.1     |
| Rit. | 56  | C. Dugnani Renzo Cantoni                   | Fiat 509 S                             |                  |              | S 1.1     |
| Rit. | 58  | Luigi Fagioli G. Lauri                     | Salmson 1100                           |                  |              | S 1.1     |
| Rit. | 60  | « Dattrino » « Bocchi »                    | Derby 1100                             |                  |              | S 1.1     |
| Rit. | 62  | Mario Tadini Eugenio Siena                 | Alfa Romeo 6C 1750 GS Spider Zagato    | Scuderia Ferrari |              | S 2.0     |
| Rit. | 67  | Massimo Giorgini Pasquale Croce            | OM 665 "Superba" S MM                  |                  |              | S 3.0     |
| Rit. | 71  | Ferdinando Minoia Giuseppe Morandi         | OM 665 "Superba" SS MM                 |                  | Compressore  | S 3.0     |
| Rit. | 76  | A. Stucchi E. Stucchi                      | Alfa Romeo 6C 1750 SS Spider           |                  |              | S 2.0     |
| Rit. | 82  | L. Beretta E. Fumagalli                    | Alfa Romeo 6C 1500 S                   |                  |              | S 1.5     |
| Rit. | 85  | Luigi Scarfiotti Guglielmo Carraroli       | Alfa Romeo 6C 1750 GS Spider           | Scuderia Ferrari |              | S 2.0     |
| Rit. | 90  | Alfredo Caniato Carlo Sozzi                | Alfa Romeo 6C 1750 GS Spider Zagato    | Scuderia Ferrari |              | S 2.0     |
| Rit. | 92  | « Curti » « Cerri »                        | Alfa Romeo 6C 1750 GS Spider           |                  |              | S 2.0     |
| Rit. | 93  | Secondo Corsi G. Barsotti                  | OM 665 "Superba" S MM                  |                  |              | S 3.0     |
| Rit. | 95  | « Cellini » « Lorenzoni »                  | Alfa Romeo 6C 1500 S                   |                  |              | S 1.5     |
| Rit. | 100 | Giovanni Battista Santinelli Umberto Berti | Alfa Romeo 6C 1750 GS Spider Zagato    |                  |              | S 2.0     |
| Rit. | 101 | Ermenegildo Strazza Luigi Gismondi         | Lancia Lambda Spider                   |                  | Motore       | S 3.0     |
| Rit. | 102 | Roberto Foligno Vincenzo Trucco            | OM 665 "Superba" SS MM                 |                  |              | S 3.0     |
| Rit. | 103 | Lelio Pellegrini Piero Taruffi             | Bugatti Tipo 43                        |                  |              | S 3.0     |
| Rit. | 104 | « Montemartini » « Savenna »               | Alfa Romeo 6C 1750 GS                  |                  |              | S 2.0     |
| Rit. | 109 | « Doso » Carlo Maria Pintacuda             | OM 665 "Superba" S MM                  |                  |              | S 3.0     |
| Rit. | 110 | G. Moretti L. Gosi                         | OM 665 "Superba" S MM                  |                  |              | S 3.0     |
| Rit. | 113 | Mario Mazzacurati Amedeo Bignami           | Bugatti Tipo 35                        |                  |              | S 2.0     |
| Rit. | 114 | Guido Mancinelli « Santoro »               | Alfa Romeo 6C 1750 GS Spider           |                  |              | S 2.0     |
| Rit. | 116 | « Bolchini » « Bonzi »                     | Alfa Romeo 6C 1750 GS                  |                  |              | S 2.0     |
| Rit. | 119 | Emilio Giacosa Antonio Lazzari             | Lancia Lambda                          |                  |              | S 3.0     |
| Rit. | 120 | M. Gerevini C. Biazzi Vergani              | OM 665 "Superba" S MM                  |                  |              | S 3.0     |
| Rit. | 129 | F. Colonna R. Formenti                     | Alfa Romeo 6C 1750 SS Spider Zagato    |                  |              | S 2.0     |
| Rit. | 130 | P. Di Cagno Roberto Serboli                | OM 665 "Superba" S MM                  |                  |              | S 3.0     |
| Rit. | 132 | G. Vinci E. Benini                         | Alfa Romeo 6C 1750 SS Spider Zagato    |                  | Incidente    | S 2.0     |
| Rit. | 134 | G. Cortese G. Napoli                       | OM 665 "Superba" S MM                  |                  |              | S 3.0     |
| Rit. | 136 | Mario Coda G. Ramella                      | Lancia Lambda                          |                  |              | S 3.0     |
| Rit. | 139 | Umberto Klinger E. Franchini               | Alfa Romeo 6C 1750 GS                  |                  |              | S 2.0     |
| Rit. | 140 | « Soldini » G. Bergia                      | OM 665 "Superba" S MM                  |                  |              | S 2.0     |
| Rit. | 141 | L. Galliera Antonio Fogolin                | OM 665 "Superba" S MM                  |                  |              | S 3.0     |
| Rit. | 142 | G. Zaccarini « Sani »                      | OM 665 "Superba" S MM                  |                  |              | S 3.0     |
| Rit. | 144 | G. Valdaneri G. Ameni                      | Ceirano S 1500 VVV                     |                  |              | S 1.5     |
| Rit. | 147 | « Baccarani » « Giordani »                 | OM 665 "Superba" S MM                  |                  |              | S 1.5     |
| Rit. | 150 | Luigi Arcangeli Cesare Pastore             | Maserati Tipo 26 M Sport               |                  | Pistone      | S 3.0     |
| NP   |     | « Bradley »                                | Lancia Lambda                          |                  |              | S 3.0     |
| NP   |     | non conosciuta (bandiera)                  | Bentley 4½ Litre                       | Henry Birkin     |              | S 5.0     |